# Uładzimir Łamaka
Uładzimir Mikałajewicz Łamaka (biał. Уладзімір Мікалаевіч Ламака, ros. Владимир Николаевич Ломако, Władimir Nikołajewicz Łomako; ur. 10 czerwca 1969 w Mińsku) – białoruski piłkarz występujący na pozycji obrońcy.

## Kariera klubowa
Był pierwszym obcokrajowcem, który wystąpił w Górniku Zabrze. W swoim debiucie w I lidze strzelił bramkę samobójczą w przegranym 0:4 meczu z GKS Katowice. Łącznie zanotował w polskiej lidze 3 występy. W latach 1996–1998 był zawodnikiem Naftana Nowopołock, dla którego rozegrał w Pierszajej Lidze 39 spotkań i zdobył 1 bramkę. W pierwszej połowie sezonie 1999 grał w Świsłaczy-Krouli Osipowicze. Latem 1999 roku przeniósł się do Toma Tomsk. W barwach tego klubu zaliczył 1 występ w FNL w meczu przeciwko Mietałłurgowi Krasnojarsk (1:2). Po dwóch miesiącach rozwiązał umowę i zakończył karierę piłkarską.

## Kariera trenerska
W latach 2005–2008 prowadził rezerwy Naftana Nowopołock, po czym na 4 sezony objął posadę asystenta Alaksandra Trajduka. W latach 2012–2013 był asystentem Trajduka w FK Połock.